# Giannalberto Bendazzi

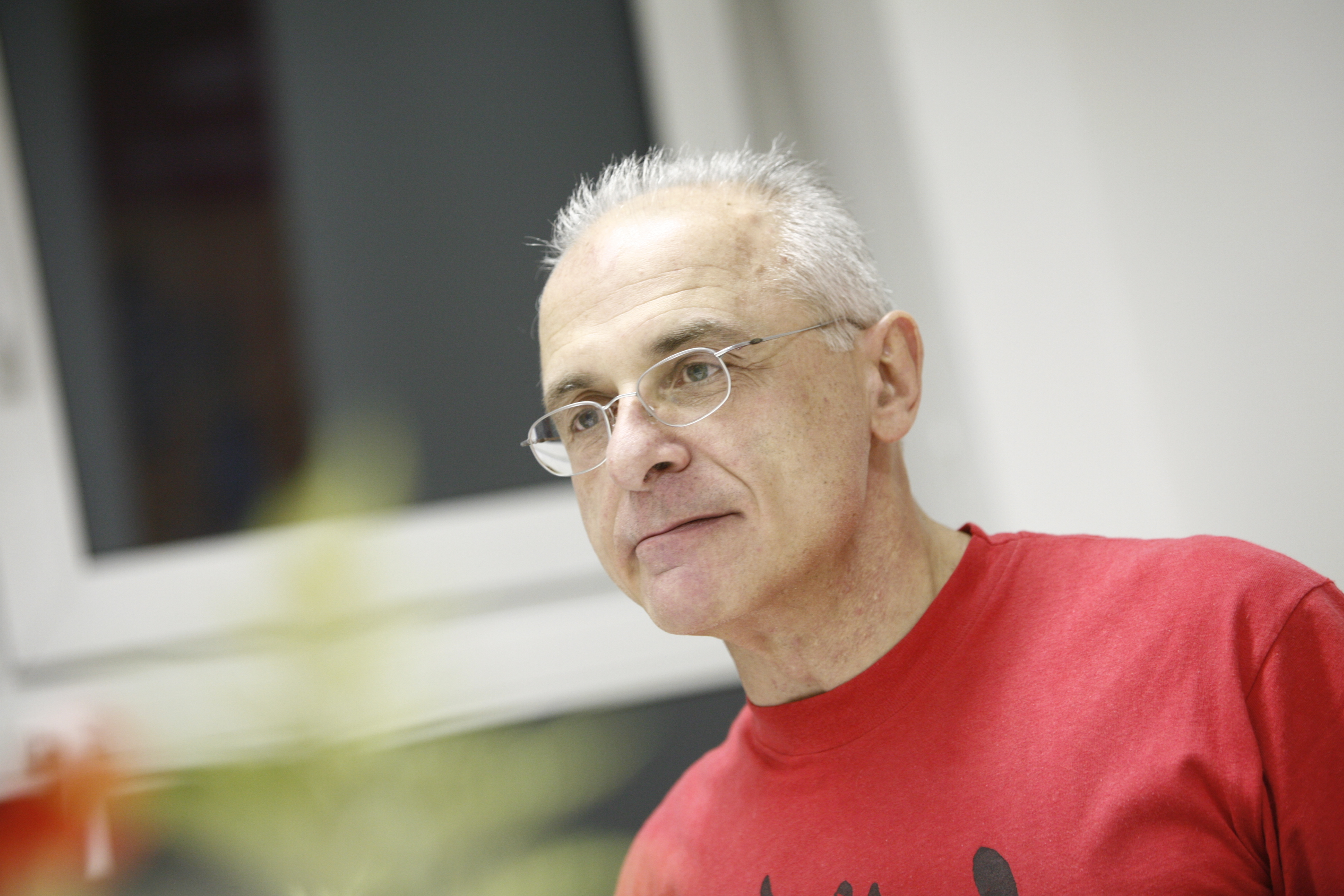
Giannalberto Bendazzi (2007)

Giannalberto Bendazzi (* 17. Juli 1946 in Ravenna; † 13. Dezember 2021) war ein italienischer Filmhistoriker und Autor, der sich vor allem mit der Geschichte des Animationsfilms beschäftigte.

## Leben
Bendazzi studierte Jura an der Universität Mailand und schloss sein Studium mit einer Arbeit zum Thema Urheberrecht im Bereich audiovisueller Werke ab.
Er begann seine Karriere als Journalist. Parallel beschäftigte er sich seit Mitte der 1960er Jahre mit der Geschichte des Animationsfilms.
Bendazzi war 1982 Mitbegründer der ASIFA-Italien, der italienischen Sektion der Association internationale du film d’animation. Von 1982 bis 1991 war er Mitglied des internationalen Vorstands der ASIFA. Ab Ende der 1990er Jahre fokussierte sich Bendazzi auf die filmwissenschaftliche Forschungsarbeit. Er unterrichtete als Professor an der Universität Mailand (2002–2009) und der Nanyang Technological University in Singapur (2013–2015).
Giannalberto Bendazzi veröffentlichte zahlreiche filmwissenschaftliche Artikel und Sachbücher, darunter Biografien von Mel Brooks, Quirino Cristiani, Woody Allen und Alexandre Alexeieff sowie die filmwissenschaftlichen Überblickswerke Cartoons: 100 Years of Cinema Animation und das dreibändige Animation: A World History.

## Werke (Auswahl)
- Mel Brooks. Glenat, 1980, ISBN 978-2723401364.
- Due volte l’oceano. Vita di Quirino Cristiani, pioniere dell’animazione. La Casa Usher, Florenz, 1983.
- The Films of Woody Allen. Ravette Publishing Ltd, 1987, ISBN 9781853040009.
- Cartoons: One Hundred Years of Cinema Animation. Indiana University Press, 1995, ISBN 978-0253311689.
- Alexeieff. Itinéraire d’un maître : itinerary of a master. Editeur Dreamland, 2006, ISBN 978-2910027759.
- Animation: A World History. Volume 1: Foundations – The Golden Age. Routledge, 2015, ISBN 978-1138854529.
- Animation: A World History. Volume 2: The Birth of a Style – The Three Markets. Routledge; 2016, ISBN 978-1138035324.
- Animation: A World History. Volume 3: Contemporary Times. Routledge, 2016, ISBN 978-1138035331.